# Hydraena virginalis
Hydraena virginalis är en skalbaggsart som beskrevs av Emile Janssens 1963. Hydraena virginalis ingår i släktet Hydraena och familjen vattenbrynsbaggar. Inga underarter finns listade i Catalogue of Life.